# Верољуб Атанасијевић
Верољуб Атанасијевић (Крагујевац, 1940 — Крагујевац, 2001) био је српски архитекта и истакнути аутор у области здравствене архитектуре.

## Биографија
Верољуб М. Атанасијевић рођен је у грађанској породици.
Отац, Младен био је гимназијски професор, филолог и предан преводиоц латинске кљижевности.  Мајка Десанка, стуб дома, била је из познате трговачке породице из Великог Градишта. У њиховом дому увек је било живо, са интелектуалцима који су са Млaденом водили реторичке расправе о стилу и приступу превођења римских класика. 
Основну школу и гимназију завршио је у Крагујевцу. Дипломирао је 1962. године на Архитектонском факултету Универзитета у Беораду у Атељеу професора Станка Клиске. Факултет је завршио брзо и одмах се запослио. Радио је две године у Заводу за урбанизам у Крагујевцу, где је радио на просторним плановима, детаљним урбанистичким пројектима, на ревизији ГУП Града Крагујевца. Врло брзо увидео је да је архитектонско пројектовање његова страст. 
Од 1964. године, креће пројектански период његовог живота који је трајао до 2001. године. Био је запослен у Предузећу за пројектовање „Крагујевац“ и Застава Инжењеринг и у својој каријери, прошао је пут од Пројектанта до Генералног директора. 
Магистрирао је на Архитектонском факултету Универзитета у Беораду 1981 са тезом „Планирање развоја ванболничке службе Града Крагујевца до 2000. године“. Докторирао је, под менторским вођством Академика архитекте Ивана Антића, на Архитектонском факултету Универзитета у Београду 1986. са дисертацијом „Интензивна нега болесника као део опште прогресивне неге у савременим болницама са аспекта пројектовања“.  
Награђен је Дипломом града Крагујевца за допринос у изградњи Града 1971. године.

## Подаци о стручном и научном раду
Током четрдесетогодишњег рада, урадио је велики број просторних планова и детаљних урбанистичких пројеката, био је аутор и главни пројектант више објеката.
Специјалност му је у области здравствене архитектуре. Највећи број пројектованих објеката је изграђен, а за њих су и његово предузеће и он као аутор и главни пројектант добили на десетине друштвених признања. На свим објектима вршио је пројактантски назор и стекао огромно искуство у извођењу објеката.

### Значајнији изведени објекти
У својој каријери имао је срећу да је изведена већина пројектованих објекта, посебно капиталних.
1. Пројекат реконструкције болнице манастира Хиландар (Нова болница, Болница архимандрита Василија), Атос, Света гора (1999–2002)
2. Економско-технички блок КБЦ Крагујевац (1996–1998)
3. Друга крагујевачка Гимназија 12.000 м2 (1994–1997)
4. Хотел „Слобода“ Крагујевац, капацитета 160 лежаја (1994–1995)
5. Дом Здравља Лапово 3.000 м2 (1995–1997)
6. Дом Здравља „Палилула“, Крагујевац (1996–1997)
7. Дирекција фонда за пензијско осигурања, Крагујевац (1997)
8. Постројење за пречишћавање отпадних вода из лакирнице „Катак“, Крагујевац (1988–1990)
9. Млекара „ЕСКОД“ Јагодина за 30000 л млека дневно (1992)
10. Интерна клиника КБЦ Крагујевац, 5000 м2 (1991–1992)
11. Ректорат Универзитета, у Крагујевцу (1991–1994)
12. Дом Здравља „Станово“, Крагујевац (1982–1985) 3000 м2
13. Ресторан на плажи Охридског језара, Охрид, Македонија (1985)
14. Дом Здравља „Баточина“ (1985)
15. Суд у Аранђеловцу (1972)
16. Две дечије установе капацитета за 240 малишана: „Бубањ“ и „Мала Вага“ (1972)
17. Хируршка клиника, КБЦ Крагујевац (1970–1977)
18. Универзална градска спортска дворана „Језеро“ капацитета 6.000 места (1974–1978)
19. Поликлиника са специјалистичким службама Група Застава 6.500 м2 (1978)
20. Пословна зграда II Дирекције Групе Застава (1979)
21. Ново градско гробље „Бозман“ (1974–1978)
22. Ресторан „Башта Заставе“ (1978)
23. Два поште са телекомуникационим центром у Крагујевцу (1978–1980)
24. Дом здравља „Топола“ (1978–1980)
25. План перспективног развоја опште болнице у Крагујевцу
26. Стамбено пословна зграда у Великом Градишту, 1969
27. Болница у Аранђеловцу капацитета 200 кревета (1966–1968)
28. Шест сервиса са салонима аутомобила са пословним простором „Застава-Фијат“, различитог капацитета у: Фочи, Горажду, Бору, Мајданпеку, Модричи, Чачку (1967–1970)
29. Спортско рекреациони центар са рестораном „Кошутњак“ Крагујевац (1968–1969)

### Конкурсни радови, значајни пројекти рађени преко конкурса
Учествовао је на више националних и позивних конкурса за пројекте:
1. Прва етапа Медицинског Центра „Др Михаило Илић“ у Крагујавцу (П=40000 м2) (Конкурсно решење освојило је Прву награду на југословенском позивном конкурсу)
2. Пословна зграда „Југобанка“ Крагујевац (освојана I награда на позивном конкурсу)
3. Завод за медицину рада „Застава“ (I награда на позивном конкурсу)
4. Клинички центар „Нови Сад“ (П=100 000 м2) (увећан откуп на општем југословенском конкурсу)
5. Војна болница у Загребу (П=60 000 м2)
6. Медицински центар у Прокупљу (П=25 000м2)
7. Медицински центар — Нова Градишка (П=15 000 м2)
8. КБЦ „Нови Загреб“ (П=150 000 м2)
9. Покривени спорски центар у Аранђеловцу
10. Телекомуникациони Центар Крагујевац (П=5000 м2)

### Објављени радови
Своје ауторске и научне радове излагао је самостално у оквиру најцењенијег националног стручног скупа: „Салон архитектуре“. Радови су публиковани у зборнику радова „Салона архитектуре“:
1. Промоција монографије „Пројектовање одељења за интензивну негу“, пратећа манифестација, 9.03.1989, 15-ти Салон архитектуре, Музеј примењених уметности Београд, 1989. године
2. Спортска дворана „Јазеро“ Крагујевац, 6-ти Салон архитектуре, Музеј примењених уметности Београд, 1979. године
3. Хотел на Копаонику, 8-ми Салон архитектуре, Музеј примењених уметности Београд, 1982. године
4. Пошта и рејонска АТ-централа у Крагујевцу, 8-ми Салон архитектуре, Музеј примењених уметности Београд, 1982. године
5. Дом Здравља „Станово“ Крагујевац, 10-ти Салон архитектуре, Музеј примењених уметности Београд, 1984. године
6. Клнички центар „Др Михаило Илић“ Крагујевац, 11-ти Салон архитектуре, Музеј примењених уметности Београд, 1985. године
7. Капеле градског гробља „Бозман“ Крагујевац, 12-ти Салон архитектуре, Музеј примењених уметности Београд, 1986. године
8. Дом Здравља Баточина, 14-ти Салон архитектуре, Музеј примењених уметности Београд, 1988. године
9. Дом Здравља Бресница у Крагујевцу, 16-ти Салон архитектуре, Музеј примењених уметности Београд, 1990. године
10. Објекат нова поште и телекомуникација у Крагујевцу, 17-ти Салон архитектуре, Музеј примењених уметности Београд, 1991. године